# Cernice
Cernice (în bulgară Черниче) este un sat în partea de sud-vest a Bulgariei, în Regiunea Blagoevgrad. Aparține administrativ de comuna Simitli.  La recensământul din 2001 avea o populație de 1.144 locuitori.

## Demografie
Componența etnică a satului Cernice
     Bulgari (91,87%)
     Romi (4,24%)
     Nicio identificare (3,87%)
     Altele (0%)
La recensământul din 2011, populația satului Cernice era de 1.083 locuitori. Din punct de vedere etnic, majoritatea locuitorilor (91,87%) erau bulgari, cu o minoritate de romi (4,24%). Pentru 3,87% din locuitori nu este cunoscută apartenența etnică.